# 安哥拉—肯雅關係
安哥拉—肯雅關係是安哥拉和肯尼亚之间的双边关系。

## 合作
2014年在内罗毕和罗安达举行的一系列会议期間，签署了一些协议。包括建立联合委员会以加强合作、安哥拉外交部和肯尼亚外交部间政治协商谅解备忘录，以及兩國政府间经济、科学、文化和技术合作协定。 
2014年9月，肯尼亚政府签署了双边航空服务协议 (BASA) ，该协议是2011年签署協議的更新（2011年的協議允许两国之间開辦直航）。肯尼亚希望通过协议增加游客和贸易。
两国都致力維護大湖区的和平与安全穩定。
肯尼亚外交部长在2014年1月曾访问安哥拉，安哥拉外交部长在2014年7月回訪内罗毕。
2014年，兩國同意加强双边关系。

## 常驻外交使团
- 安哥拉在内罗毕设有大使馆。
- 肯尼亚在罗安达设有大使馆。